# Иоанн (Дьякумакис)
Митрополит Иоанн (греч. Μητροπολίτης Ιωάννης Διακουμάκης; XIX век, Борнова, Османская империя — 10 [23] июня 1913, Измир, Османская империя) — епископ Константинопольской православной церкви, номинально митрополит Варненский (1911—1913; не смог выехать к месту своего служения).

## Биография
В 1881 году окончил Халкинскую богословскую школу, защитив работу «Περί των μυστηρίων του Χριστιανισμού». Был хиротонисан во диакона и проходил своё служение в городе Смирне, в клире Смирнской митрополии.
29 мая 1899 года был избран для рукоположения в сан епископа Ксантупольского (Επίσκοπος Ξανθουπόλεως). Среди кандидатов также были: настоятель прихода святого Иоанна в Галате архимандрит Смарагд (Хадзиевстафиу) (позднее митрополит Мириофитский) и диакон Анфим (Саридис). В 1899 году был хиротонисан во епископа Ксантупольского, викария Смирнской митрополии.
С июля 1901 года поселился в Константинополе и вскоре был направлен для инспекции монастыря святого Иоанна Богослова на острове Патмосе. В январе 1902 года вернулся в Константинополь и 31 января 1902 года был назначен эпитропом в Ираклийскую митрополию, чтобы достичь компромисса между митрополитом Иеронимом и жителями города Редесто. Его миссия оказалась неудачной и он вернулся в Константинополь в Великую субботу 13 апреля 1902 года.
30 апреля 1902 года ему было дано поручение посетить все ставропигиальные монастыри в Македонии и Восточного Эпира, а также составить отчёты об их положении.
С марта 1903 по февраль 1905 года он был викарным епископом Константинопольской архиепископии, управляя церковными делами в районе Пера.
В 1905 году был назначен патриаршим эпитропом к митрополиту Смирнскому Василию (Астериу) для помощи в решении болгарского кризиса в Анхилаос (Αγχίαλος, сегодняшний Поморие на территории Болгарии), с греческой и болгароязычной паствой.
10 октября 1906 года он был избран митрополитом Дурресским.
15 февраля 1911 года назначен митрополитом Варненским, но не смог выехать в Варну к месту своего служения.
Скончался 10 июня 1913 года в Смирне.